# Фасеев, Камиль Фатыхович
Камиль Фатыхович Фасеев (10 мая 1919, дер. Тимяшево, Ново-Письмянская волость, Бугульминский уезд, Самарская губерния — 2 апреля 2005, Казань) — советский партийный и государственный деятель, председатель Президиума Верховного Совета Татарской АССР (1959—1960), первый заместитель Председателя Верховного Совета РСФСР (1959—1963).

## Биография
Окончил Бугульминское педагогическое училище (1936 гг.), Высшую партийную школу при ЦК ВКП(б) — г. Москва (1944 г.), Академию общественных наук при ЦК КПСС (1953 г.)
- 1936—1939 гг. — учитель 36-й, 39-й средних школ Шугуровского района Татарской АССР,
- 1939—1940 гг. — секретарь Шугуровского райкома ВЛКСМ Татарской АССР,
- 1941—1942 гг. — заведующий отделом пропаганды и агитации Ново-Писмянского райкома ВКП(б) Татарской АССР,
- 1942 г. — начальник политотдела Старо — Писмянской МТС Татарской АССР,
- 1942—1943 гг. — заведующий партийным кабинетом, заведующий отделом пропаганды и агитации Ново-Писмянского райкома ВКП(б) Татарской АССР,
- 1944—1950 гг. — лектор, руководитель лекторской группы, зам. заведующего отделом пропаганды и агитации Татарского обкома ВКП(б),
- 1950—1953 гг. — аспирант Академии общественных наук при ЦК КПСС,
- 1953—1957 гг. — заведующий отделом науки и культуры Татарского обкома КПСС,
- 1957—1959 гг. — секретарь Татарского обкома КПСС,
- 1959—1960 гг. — Председатель Президиума Верховного Совета Татарской АССР,
- 1960—1963 гг. — старший научный сотрудник, директор института языка, литературы и истории Казанского филиала Академии наук СССР,
- 1963—1984 гг. — доцент, профессор Казанского государственного университета имени В. И. Ульянова-Ленина.

С 1984 — профессор-консультант Казанского государственного университета.

## Награды и звания
Награждён двумя орденами «Знак Почёта» (в т.ч 14 июня 1957), тремя медалями, Почётной грамотой Президиума Верховного Совета Татарской АССР и удостоен почётного звания «Заслуженный деятель науки Татарской АССР»